# Skhirat
Skhirat (in arabo الصخيرات‎?; in berbero: ⵙⵅⵉⵕⴰⵜ) è una città del Marocco, capoluogo della prefettura di Skhirat-Témara, nella regione di Rabat-Salé-Kenitra.
La città è anche conosciuta come Skhirate, aş-Şaẖīrāt, Sahirat e Sakhirat.
A Skhirat ha sede un centro di conferenze internazionali, Centre International de Conférences Mohamed VI, dove si tengono diversi incontri e summit regionali e internazionali.
A Skhirat il 17 dicembre 2015 è stato firmato l'accordo per la creazione di un “governo di accordo nazionale”, sotto l'egida dell'ONU.
Siglato da 90 deputati di Tobruk e da 27 deputati di Tripoli (con delega di altri 42), presenti il ministro degli esteri  Paolo Gentiloni e quello spagnolo, assieme a quelli di Marocco, Qatar, Tunisia e Turchia.
Un passo avanti sulla strada della difficilissima pacificazione della Libia, rimasto inattuato (dibattuto tra chi lo considerava scaduto e chi, all'ONU e a livello internazionale, ancora valido) ma sul quale si sono basati accordi successivi.